# Amélie Rotar
Amélie Maria Rotar (Martigues, 24 ottobre 2000) è una pallavolista francese, schiacciatrice dell'Alba-Blaj.

## Biografia
Suo padre, Tudor, e sua madre erano entrambi pallavolisti; il fratello, Téo Rotar, è un giocatore di beach volley.

## Carriera

### Club
La carriera di Amélie Rotar inizia nelle giovanili del Venelles; nella stagione 2017-18 entra nel club federale dell'IFVB, esordendo in Ligue A. Nella stagione 2020-21 ritorna nuovamente al Venelles, questa volta in prima squadra, nella massima divisione francese.
Per il campionato 2022-23 veste la maglia del Béziers, conquistando la Coppa di Francia, mentre in quello successivo si accasa al Neptunes de Nantes, sempre in Ligue A, aggiudicandosi nuovamente la Coppa nazionale ed ottenendo il riconoscimento di miglior schiacciatrice della stagione.
Nella stagione 2024-25 viene ingaggiata dalla società italiana della Roma Club, in Serie A1, con cui vince la WEVZA Cup: tuttavia, nel gennaio 2025 rescinde il contratto con il club romano, per terminare l'annata in Romania, all'Alba-Blaj, in Divizia A1, aggiudicandosi la Coppa di Romania, dove è premiata anche come MVP.

### Nazionale
Nel 2017 viene convocata nella nazionale francese under 18, mentre nel 2018 è in quella under 19, con cui partecipa al campionato europeo.
Nel 2019 ottiene le prime convocazioni nella nazionale maggiore: nel 2022 conquista la medaglia d'oro all'European Golden League e nel 2023 quella d'oro alla Volleyball Challenger Cup.

## Palmarès

### Club
- Coppa di Francia: 2

2022-23, 2023-24
- Coppa di Romania: 1

2024-25
- WEVZA Cup: 1

2024

### Nazionale (competizioni minori)
- European Golden League 2022
- Volleyball Challenger Cup 2023

### Premi individuali
- 2024 - Ligue A: Miglior schiacciatrice
- 2025 - Coppa di Romania: MVP